# Taponas
Taponas est une commune française située dans le département du Rhône, en région Auvergne-Rhône-Alpes.

## Géographie

### Situation
Commune du Beaujolais, Taponas est située sur la rive droite de la Saône, à 2 km au nord-est de Belleville.

### Voies de communication
Le territoire de la commune est traversé par l'autoroute A6 et abrite une aire de repos. La sortie la plus proche est celle de Belleville.

### Transports
La gare ferroviaire la plus proche est celle de Belleville-sur-Saône, située sur la ligne de Paris-Lyon à Marseille-Saint-Charles.
La commune est desservie par les lignes scolaires 318A, 318B, 345 et 363 du réseau des cars du Rhône.

### Climat
Pour des articles plus généraux, voir Climat d'Auvergne-Rhône-Alpes et Climat du Rhône.
En 2010, le climat de la commune est de type climat océanique altéré, selon une étude du Centre national de la recherche scientifique s'appuyant sur une série de données couvrant la période 1971-2000. En 2020, Météo-France publie une typologie des climats de la France métropolitaine dans laquelle la commune est exposée à un climat de montagne ou de marges de montagne et est dans la région climatique  Bourgogne, vallée de la Saône, caractérisée par un bon ensoleillement (1 900 h/an), un été chaud (18,5 °C), un air sec au printemps et en été et des vents faibles. 
Pour la période 1971-2000, la température annuelle moyenne est de 11,7 °C, avec une amplitude thermique annuelle de 18,1 °C. Le cumul annuel moyen de précipitations est de 785 mm, avec 9,5 jours de précipitations en janvier et 7,1 jours en juillet. Pour la période 1991-2020, la température moyenne annuelle observée sur la station météorologique de Météo-France la plus proche, « St-Georges-Reneins », sur la commune de Saint-Georges-de-Reneins à 8 km à vol d'oiseau, est de 12,2 °C et le cumul annuel moyen de précipitations est de 723,2 mm,. Pour l'avenir, les paramètres climatiques de la commune estimés pour 2050 selon différents scénarios d'émission de gaz à effet de serre sont consultables sur un site dédié publié par Météo-France en novembre 2022.

## Urbanisme

### Typologie
Au 1er janvier 2024, Taponas est catégorisée commune rurale à habitat dispersé, selon la nouvelle grille communale de densité à sept niveaux définie par l'Insee en 2022.
Elle est située hors unité urbaine. Par ailleurs la commune fait partie de l'aire d'attraction de Belleville-en-Beaujolais, dont elle est une commune de la couronne,. Cette aire, qui regroupe 4 communes, est catégorisée dans les aires de moins de 50 000 habitants,.

### Occupation des sols
L'occupation des sols de la commune, telle qu'elle ressort de la base de données européenne d’occupation biophysique des sols Corine Land Cover (CLC), est marquée par l'importance des territoires agricoles (82,9 % en 2018), en diminution par rapport à 1990 (85,9 %). La répartition détaillée en 2018 est la suivante : 
terres arables (57,1 %), zones agricoles hétérogènes (14,9 %), prairies (10,9 %), eaux continentales (7,9 %), zones urbanisées (6,8 %), zones industrielles ou commerciales et réseaux de communication (2,3 %), forêts (0,1 %). L'évolution de l’occupation des sols de la commune et de ses infrastructures peut être observée sur les différentes représentations cartographiques du territoire : la carte de Cassini (XVIIIe siècle), la carte d'état-major (1820-1866) et les cartes ou photos aériennes de l'IGN pour la période actuelle (1950 à aujourd'hui).

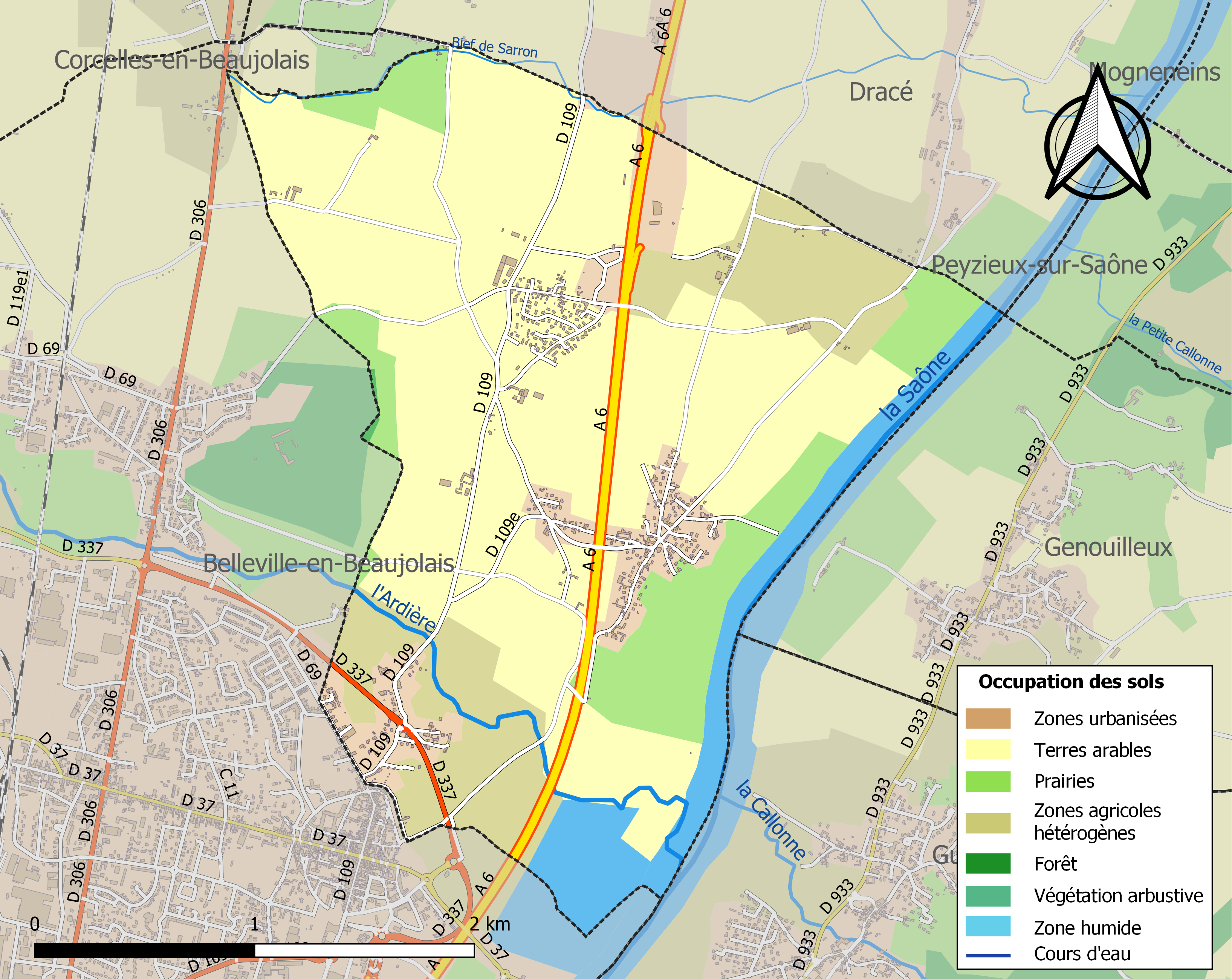
Carte des infrastructures et de l'occupation des sols de la commune en 2018 (CLC).

## Les Hospitaliers
La commanderie de Belleville des Hospitaliers de l'ordre de Saint-Jean de Jérusalem au grand prieuré d'Auvergne. La commanderie qui faisait partie de la paroisse de Belleville avant la Révolution française était un membre de la commanderie de Mâcon, aujourd'hui territoire de la commune de Taponas.

## Politique et administration

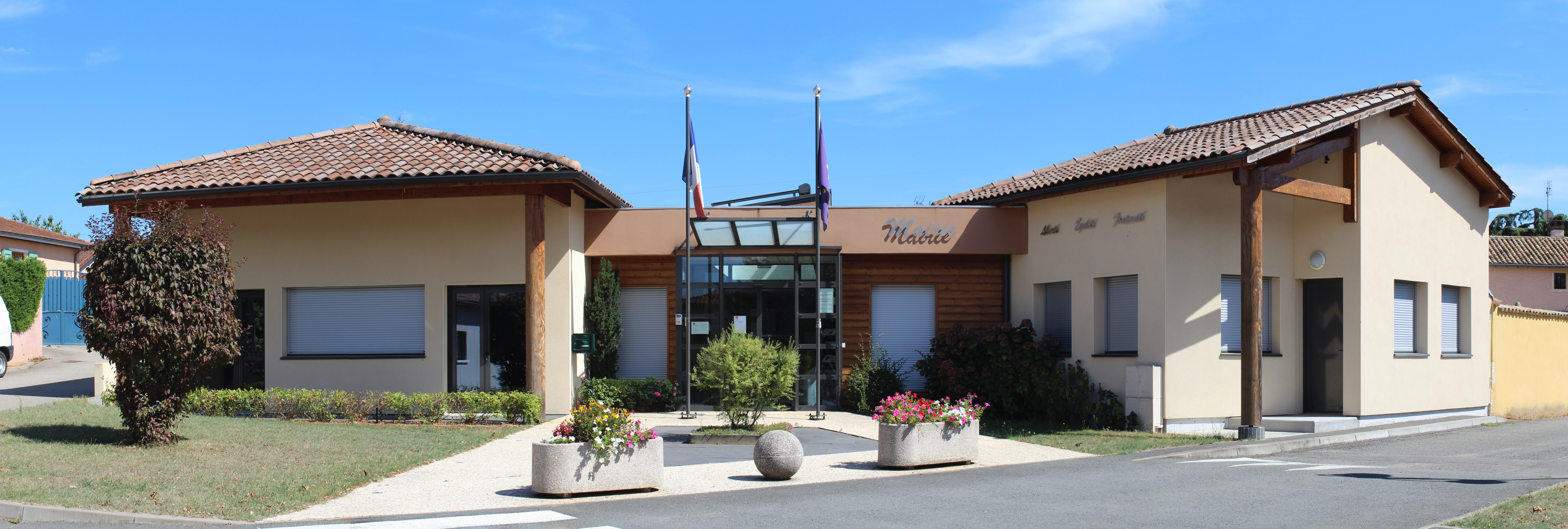
Mairie.

### Administration territoriale
La commune appartient à l'arrondissement de Villefranche-sur-Saône et au Canton de Belleville-en-Beaujolais.

### Administration municipale
Le nombre d'habitants au dernier recensement étant compris entre 500 et 1 499, le nombre de membres du conseil municipal est de 15.

### Maires
| Période                                  | Période  | Identité                  | Étiquette | Qualité                                                            |
| ---------------------------------------- | -------- | ------------------------- | --------- | ------------------------------------------------------------------ |
| Les données manquantes sont à compléter. |          |                           |           |                                                                    |
| 1939                                     | 1943     | Jean-Benoît Jaccard       | ...       | ...                                                                |
| 1943                                     | 1971     | Jean-Baptiste Saint-Genis | ...       | ...                                                                |
| 1971                                     | 1989     | Claude Cimetière          | MRG       | Cultivateur Conseiller général du Canton de Belleville (1976-1982) |
| 1989                                     | 2005     | René Jouassin             | ...       | ...                                                                |
| 2005                                     | 2014     | Michel Pignet             | ...       | ...                                                                |
| 2014                                     | en cours | Daniel Fayard             | ...       | ...                                                                |

### Intercommunalité
La commune fait partie de la communauté de communes Saône Beaujolais.

## Population et société

### Démographie
L'évolution du nombre d'habitants est connue à travers les recensements de la population effectués dans la commune depuis 1793. Pour les communes de moins de 10 000 habitants, une enquête de recensement portant sur toute la population est réalisée tous les cinq ans, les populations de référence des années intermédiaires étant quant à elles estimées par interpolation ou extrapolation. Pour la commune, le premier recensement exhaustif entrant dans le cadre du nouveau dispositif a été réalisé en 2005.

En 2022, la commune comptait 908 habitants, en évolution de −6,58 % par rapport à 2016 (Rhône : +3,93 %, France hors Mayotte : +2,11 %).
| 1793 | 1800 | 1806 | 1821 | 1831 | 1836 | 1841 | 1846 | 1851 |
| ---- | ---- | ---- | ---- | ---- | ---- | ---- | ---- | ---- |
| 221  | 221  | 290  | 278  | 318  | 334  | 264  | 339  | 339  |

| 1856 | 1861 | 1866 | 1872 | 1876 | 1881 | 1886 | 1891 | 1896 |
| ---- | ---- | ---- | ---- | ---- | ---- | ---- | ---- | ---- |
| 384  | 380  | 339  | 332  | 347  | 319  | 309  | 276  | 271  |

| 1901 | 1906 | 1911 | 1921 | 1926 | 1931 | 1936 | 1946 | 1954 |
| ---- | ---- | ---- | ---- | ---- | ---- | ---- | ---- | ---- |
| 260  | 254  | 252  | 235  | 251  | 238  | 259  | 266  | 295  |

| 1962 | 1968 | 1975 | 1982 | 1990 | 1999 | 2005 | 2006 | 2010 |
| ---- | ---- | ---- | ---- | ---- | ---- | ---- | ---- | ---- |
| 295  | 279  | 304  | 401  | 466  | 572  | 766  | 789  | 902  |

| 2015 | 2020 | 2022 | - | - | - | - | - | - |
| ---- | ---- | ---- | - | - | - | - | - | - |
| 972  | 903  | 908  | - | - | - | - | - | - |

## Culture et patrimoine

### Lieux et monuments
- Château de Chavagneux.